# Viola Reggio Calabria 1986-1987
Questa voce raccoglie le informazioni riguardanti la Cestistica Piero Viola nelle competizioni ufficiali della stagione 1986-1987.

## Stagione
Sarà la seconda stagione che Viola disputerà in Serie A2 dalla sua fondazione nel 1966. Dopo i risultati ottenuti da Gianfranco Benvenuti la società decide di cambiare guida tecnica affidandosi a Santi Puglisi.

## Maglie
Le maglie della squadra vedono un nuovo main sponsor la Standa mantenendo la sponsorizzazione con Sergio Tacchini. La maglia home sarà bianca con inserti arancioni.

## Roster
Rosa della Viola Reggio Calabria per la stagione 1986-1987 di Serie A2
| Nome             | Nazionalità                                | Ruolo             | Nascita |
| ---------------- | ------------------------------------------ | ----------------- | ------- |
| Nicola Zaghi     | Italia (bandiera)                          | playmaker-guardia | 1967    |
| Stefano Attruia  | Italia (bandiera)                          | playmaker         | 1969    |
| Gerardo Brienza  | Italia (bandiera)                          | centro            | 1967    |
| Donato Avenia    | Italia (bandiera)                          | ala               | 1966    |
| Massimo Bianchi  | Italia (bandiera)                          | playmaker         | 1955    |
| Mark Campanaro   | Stati Uniti (bandiera) · Italia (bandiera) | guardia           | 1954    |
| Lucio Laganà     | Italia (bandiera)                          | guardia           | 1963    |
| Mario Simeoli    | Italia (bandiera)                          | centro            | 1957    |
| Giovanni Spataro | Italia (bandiera)                          | centro            | 1966    |
| Gustavo Tolotti  | Italia (bandiera)                          | ala-centro        | 1967    |
| Joe Bryant       | Stati Uniti (bandiera)                     | ala-centro        | 1954    |
| Kim Hughes       | Stati Uniti (bandiera)                     | centro            | 1952    |

## Risultati

### Serie A2
Durante la stagione regolare la squadra si piazzerà dopo 30 partite al 9ºposto ottenendo 14 vittorie e 16 sconfitte ed una differenza punti pari a +11 classificandosi ai Play-off.
 Play-off 
La Cestistica Piero Viola viene inserita nel Girone Giallo assieme ad altre 5 formazioni: il Napoli Basket, la Pallacanestro Aurora Desio, la Fortitudo Bologna, la Pallacanestro Reggiana e la Libertas Pallacanestro Forlì. In questa fase la Viola otterrà su 10 giornate 3 vittorie e 7 sconfitte e una differenza punti di -12 classificandosi al 5°posto. Grazie a tale piazzamento si confermerà nella Serie A2 dell'anno successivo.
Girone d'andata
| Reggio Calabria 22 marzo 1987 1ºGiornata | Pallacanestro Viola | 74 – 83 referto | Pallacanestro Reggiana | PalaBotteghelle |

| Forlì 2ºGiornata | Libertas Pallacanestro Forlì | 98 – 91 referto | Pallacanestro Viola |  |

| Reggio Calabria 3ºGiornata | Pallacanestro Viola | 96 – 80 referto | Napoli Basket | PalaBotteghelle |

| Reggio Calabria 4ºGiornata | Pallacanestro Viola | 62 – 74 referto | Fortitudo Bologna | PalaBotteghelle |

| Desio 5ºGiornata | Pallacanestro Aurora Desio | 96 – 94 referto | Pallacanestro Viola |  |

Girone di ritorno
| Reggio Emilia 6ºGiornata | Pallacanestro Reggiana | 90 – 100 referto | Pallacanestro Viola |  |

| Reggio Calabria 7ºGiornata | Pallacanestro Viola | 93 – 81 referto | Libertas Pallacanestro Forlì | PalaBotteghelle |

| Napoli 8ºGiornata | Napoli Basket | 101 – 95 referto | Pallacanestro Viola |  |

| Bologna 9ºGiornata | Fortitudo Bologna | 85 – 89 referto | Pallacanestro Viola |  |

| Reggio Calabria 10ºGiornata | Pallacanestro Viola | 119 – 109 referto | Pallacanestro Aurora Desio | PalaBotteghelle |

### Coppa Italia
La competizione vede impegnata la squadra nel primo turno dei sedicesimi di finale contro la Virtus Roma che batte in casa con il risultato di 83-76. Gli ottavi vedono la squadra impegnata in trasferta contro il Napoli Basket che batteranno per 101-98.

 Nei quarti di finale la Viola viene abbinata alla Libertas Livorno 1947 venendo sconfitta a Livorno con il risultato di 98-94 e uscendo dalla competizione
Gare disputate
| Reggio Calabria Sedicesimi di finale | Pallacanestro Viola | 83 – 73 | Virtus Roma | PalaBotteghelle |

| Napoli Ottavi di finale | Napoli Basket | 98 – 101 | Pallacanestro Viola |  |

| Livorno Quarti di finale | Libertas Livorno 1947 | 98 – 94 | Pallacanestro Viola |  |